# Gedeeld verleden
Gedeeld verleden (Ambonees: Masa lalu bersama) is een oorlogsmonument op algemene begraafplaats De Rading in de Nederlandse plaats Nieuw-Loosdrecht. Het monument erkent het historische onrecht dat Molukse KNIL- en marinemilitairen en hun families na de Tweede Wereldoorlog is aangedaan.

## Erkenning
Het monument werd onthuld op vrijdag 21 maart 2025, precies 74 jaar na de aankomst Molukse families in Nederland met het transportschip Kota Inten. Begin 1953 vestigde een groep Molukse marinemannen zich met hun gezinnen in de nieuwe Marinewijk in Nieuw-Loosdrecht aan de Beukenlaan, de Meidoornlaan en Lindelaan. De marinemannen waren bij hun komst nog steeds in dienst van de Koninklijke Marine, zodat de nabijheid van het Marine Opleidingskamp (MOK) in Hilversum hen werk en de mogelijkheid bood om te integreren in Loosdrecht. De kille ontvangst van de militairen en hun gezinnen in Nederland heeft bij de Molukse gemeenschap diepe sporen achtergelaten.
Het stalen beeld kwam tot stand door de Molukse Initiatiefgroep Eerbetoon Molukse Marinemannen Loosdrecht. Bij de onthulling waren vijf Molukkers aanwezig die als kind de reis van Indonesië naar Nederland hadden meegemaakt. Het is een blijvend eerbetoon aan de eerste generatie Molukkers die hebben gediend bij de Koninklijke Marine en vanaf 1953 in Loosdrecht zijn komen wonen, een bestaan hebben opgebouwd en zijn overleden. Op de voet van het monument staan naamplaatjes van de personen die op de begraafplaats zijn begraven. De gemeente Wijdemeren heeft de kosten voor de grafrechten van 13 Molukse graven tot 2050 overgenomen.

## Symboliek
Het monument is ontworpen door kunstenaar Joost Zwagerman uit Nederhorst den Berg. Naast het monument staat een lessenaar met uitleg over de symboliek.   De symbolen van het monument staan voor de thema’s cultuur, Koninklijke Marine en geloof. Daarnaast is op symbolische wijze de interneringsperiode van de Molukse militairen en het vertrek van deze families naar Nederland weergegeven. 
Het zwartomlijnde kruis staat voor het christelijke geloof. In het hart van het monument vormen het anker en de kroon het embleem van de Nederlandse Koninklijke marine. Het glanzende kapmes (parang) en schild (salawaku) verwijzen naar krijgsdansen uit de Molukse cultuur. Beide voorwerpen werden, waarin bij (krijgs)dansen deze twee voorwerpen worden gebruikt (en lang geleden natuurlijk om echt te vechten). De rechtopgaande staven symboliseren de tralies van een gevangenis.
De basis van het monument wordt gevormd door een grote koffer. Duizenden Molukse KNIL-militairen die na de onafhankelijkheid van Indonesië niet op Java wilden blijven werden voor 'tijdelijk verblijf' naar Nederland gezonden. Ze konden slechts het minimale aan bezittingen meenemen. De Molukse soldaten werden bij aankomst in Nederland collectief uit militaire dienst ontslagen en met hun gezinnen in barakkenkampen geplaatst. De marinemannen waren bij hun komst nog altijd in dienst van de Koninklijke Marine, ze kwamen terecht bij het Marine Opleidingskamp Hilversum en kregen de mogelijkheid te integreren in de lokale gemeenschap. 